# Golden Earring
Golden Earring — нідерландський рок-гурт, заснований у 1961 році в Гаазі під назвою The Tornados. Гурт здобув всесвітню популярність завдяки своїм хітам:
- «Radar Love» (1973 рік), хіт зайняв перше місце в голландському чарті, потрапив до першої десятки у Великобританії та піднявся на тринадцяте місце в чарті США;[1][2]
- «Twilight Zone» (1982 рік);
- «When the Lady Smiles» (1984 рік);[1]
- «Going to the Run». У 1991 році гурт Golden Earring випустив, можливо, свій найвідоміший хіт, рок-баладу про члена банди мотоциклістів Hells Angels, який був другом гурту та загинув у аварії.

За свою кар’єру Golden Earring створили близько 30 синглів, які потрапляли до першої десятки у голландських чартах і випустили 25 студійних альбомів.
Склад гурту неодноразово змінювався.
У 1970-1973 роках сформувався склад гурту, який пізніше назвуть класичним:
- Рінус Геррітсен (Rinus Gerritsen) — бас та клавішні,
- Джордж Койманс (George Kooymans) — вокал та гітара,
- Баррі Хей (Barry Hay) — вокал, гітара, флейта та саксофон,
- Сезар Зуйдервейк (Cesar Zuiderwijk) — ударні та перкусія.

У наступні роки з гуртом співпрацювала низка інших музикантів. Гурт розпався у 2021 році після того, як Джорджу Коймансу діагностували бічний аміотрофічний склероз.

## Історія

### Ранні роки (1961–1969)
У 1961 році в Гаазі 13-річний Джордж Койманс і його 15-річний сусід Рінус Геррітсен створили гурт the Tornados. Назву the Tornados змінили на the Golden Earrings, коли виявили, що вже існує інший гурт з назвою the Tornados.
Гурт The Golden Earrings був названий на честь синглу "Golden Earrings" / "Tally Ho" (1961 рік) британського гурту The Hunters. Сингл, швидше за все, був натхненний однойменним шпигунським фільмом 1947 року.
У 1965 році вийшов дебютний альбом гурту — Just Ear-rings. Усі пісні були написані Рінусом Геррітсеном і Джорджем Коймансом, за винятком пісні "Sticks and Stones", яку написав Titus Turner. Альбом містив такий собі хіт «Please Go».
Менеджер гурту, Фред Хааєн (Fred Haayen), був незадоволений голландськими студіями звукозапису, і тому організував запис наступного синглу на студії Pye Records у Лондоні. Сингл "That Day", записаний на Pye Records, досяг другого місця в голландських чартах. У 1967 році з назви гурту було вилучено артикль "the". У 1969 році з назви було вилучено множину "s". З того часу гурт називався Golden Earring.
У 1968 році до гурту приєднався Баррі Хей (Barry Hay) замінивши Франса Крассенбурга (Frans Krassenburg).
У 1968 році гурт записав сингл «Dong Dong Diki Digi Dong», який став хітом номер один у Нідерландах.
У США основу для виходу на американський ринок закладав диск-жокей і музичний критик радіостанції East Coast FM Ніл Кемпфер-Стокер (Neil Kempfer-Stocker), якого вважають першим радіо-ді-джеєм, який грав у гурті в США.
У 1969 році вийшов успішний психоделічний альбом Eight Miles High.
Це був перший альбом, випущений під коротшою назвою гурту, Golden Earring (раніше Golden Earrings) і єдиний альбом із барабанщиком Сібом Ворнером (Sieb Warner). Альбом містив трек "Eight Miles High" — 19-хвилинний кавер на однойменний сингл гурту Byrds. Досвід турне по США спонукав гурт робити їхні студійні альбоми схожими на їхні концерти, а не навпаки.
Американські записи гурту в цей період були видані лейблом Perception Records у Нью-Йорку. Сингли Wall of Dolls та Back Home не мали успіху у США, але стали хітом №1 у Нідерландах.

### Міжнародна популярність (1970-ті та 1980-ті роки)

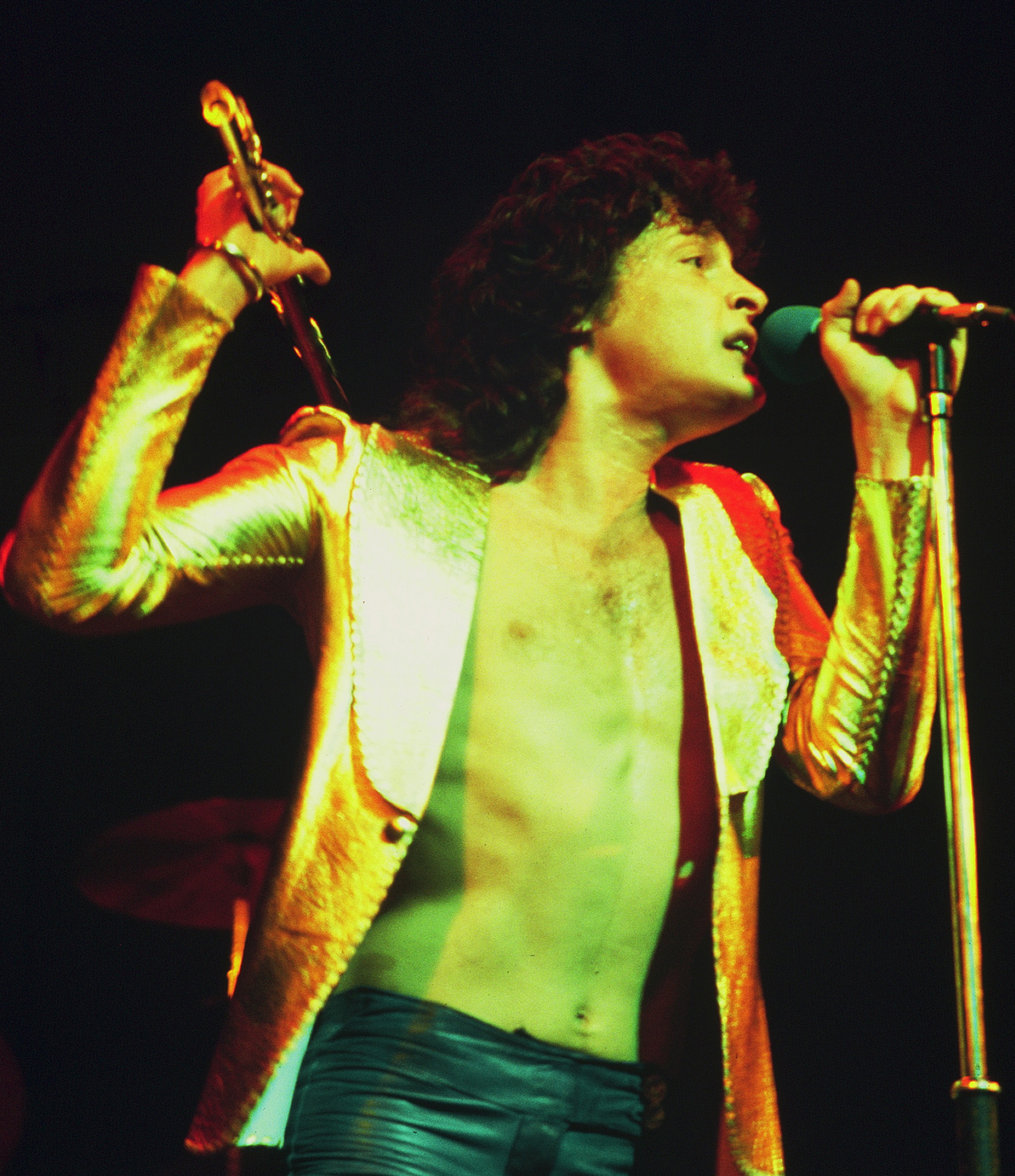
Соліст Беррі Хей у 1974 році

У 1969 році до гурту приєднався барабанщик Сезар Зуйдервейк (Cesar Zuiderwijk), таким чином утворився склад гурту, який згодом назвуть класичним (1970-1973 роки).
Гурт отримав раптову міжнародну популярність у 1970-х роках, коли сингл «Radar Love», (1973) із альбому Moontan, став хітом як у Європі, так і в США. Moontan — найбільш успішний альбом гурту в США, єдиний альбом Golden Earring, який отримав Золотий сертифікат RIAA.
У 1969–1970 роках Golden Earring вирушили в свій перший великий тур по США.
Завдяки американському впливу їх музика розвивалася в бік хард-року.
Golden Earring виступали разом з Джимі Гендріксом, Led Zeppelin, Procol Harum і Еріком Клептоном. Між 1969 і 1984 роками Golden Earring здійснили 13 гастролей по США. Протягом цього періоду вони виступали на розігріві для Santana, King Crimson, Doobie Brothers, Rush і 38 Special. Але у 1973–1974 роках, коли «Radar Love» був хітом, у них були на розігріві Kiss і Aerosmith. Підписавши контракт з лейблом UK Track Records, гурт орендував чудову квадрафонічну звукову систему, якою зазвичай користувався виключно гурт The Who.
Golden Earring насолоджувалися короткочасним періодом слави в США, але наступні альбоми не змогли забезпечити успіх у чартах, це тривало аж до Twilight Zone, синглу з їхньому альбому Cut, 1982 року.
Музичне відео на пісню, зняте Діком Маасом, транслювалося на нещодавно відкритому MTV у США і допомогло пісні стати американським хітом, провівши 27 тижнів у чарті Billboard. Це був єдиний поп-сингл групи, що ввійшов до 10 найкращих поп-синглів у американському чарті Billboard Hot 100 (пісня досягла 16 місця в чарті Cashbox) і посіла перше місце в чарті Billboard Top Album Tracks, єдиний хіт гурту під №1 в США.
«When the Lady Smiles» став міжнародним хітом у 1984 році, досягнувши №3 у Канаді. А також став п'ятим хітом гурту, який посів перше місце у Нідерландах. Але не мав успіху в США, посівши лише 76-те місце в US Singles Chart. Відео-кліп «When the Lady Smiles» був заборонений до показу на MTV, тому що містив похітливі картинки та шибеничий гумор про «нечестивий потяг до монахині та про лоботомію»; це було друге відео Діка Мааса (Dick Maas) для гурту, яке допомогло розпочати його кар'єру кінорежисера.
Під час туру по США, 11 травня 1984 році, група грала на Great Arena, що розташована в парку розваг Six Flags Great Adventure в Нью-Джерсі. В розпал виступу, спалахнула пожежа в Замку з привидами на протилежному боці парку розваг. Під час пожежі загинули вісім підлітків, у тому числі четверо учнів і один випускник середньої школи Франкліна К. Лейна.
Після цього туру Golden Earring звернули свою увагу на Європу, де вони збирали повні зали. у 1986 році Golden Earring випустив студійний альбом The Hole. Гурт дав безкоштовний рекламний концерт на підтримку альбому на пляжі Схевенінгена для 185 000 аудиторії. Після цього гурт на деякий час призупинив діяльність. Учасники гурту зосередились на інших проектах. Наступного року Barry Hay і George Kooymans випустили сольні альбоми (Victory of Bad Taste та Solo відповідно). Потім група знову зібралася, щоб записати свій останній альбом 1980-х, випустивши Keeper of the Flame у 1989 році.

### Пізні роки (1990-ті – 2021)
У 1991 році гурт Golden Earring випустив можливо свій найвідоміший хіт, Going to the Run — це рок-балада про члена банди мотоциклістів Hells Angels, який був другом гурту та загинув у аварії.
Між 1992 і 2004 роками гурт випустив три акустичних концертних альбоми, які мали швидкий успіх. Акустичні альбоми містять концертні версії відомих хітів гурту, а також були одними з найбільш популярних альбомів гурту з найбільшими продажами. Наприклад, альбом The Naked Truth розійшовся тиражем понад 500 000 копій у Нідерландах.
Golden Earring давали понад 200 концертів на рік, в основному на батьківщині та іноді в Бельгії, Німеччині та Великобританії. Декілька найенергійніших концертів Golden Earring були записані наживо і випущені на концертних альбомах:
- Live — перший концертний альбом, випущений у 1977 році. Він був записаний у Rainbow Theatre у Лондоні 25 березня 1977 року;[3]
- 2nd Live — другий концертний альбом, випущений у травні 1981 року;
- Something Heavy Going Down — третій концертний альбом, випущений у 1984 році (також випущений на DVD як Live from the Twilight Zone );
- The Naked Truth — перший живий акустичний альбом і четвертий концертний альбом, випущений у 1992 році;
- Naked II — другий живий акустичний альбом і п’ятий концертний альбом, випущений у 1997 році;
- Last Blast of the Century — шостий концертний альбом, випущений у 2000 році  (доступний як на CD, так і на DVD);
- Naked III — третій живий акустичний альбом і сьомий концертний альбом, випущений у 2005 році;
- Останній концертний альбом, Live from Ahoy 2006, є DVD із бонусним CD.

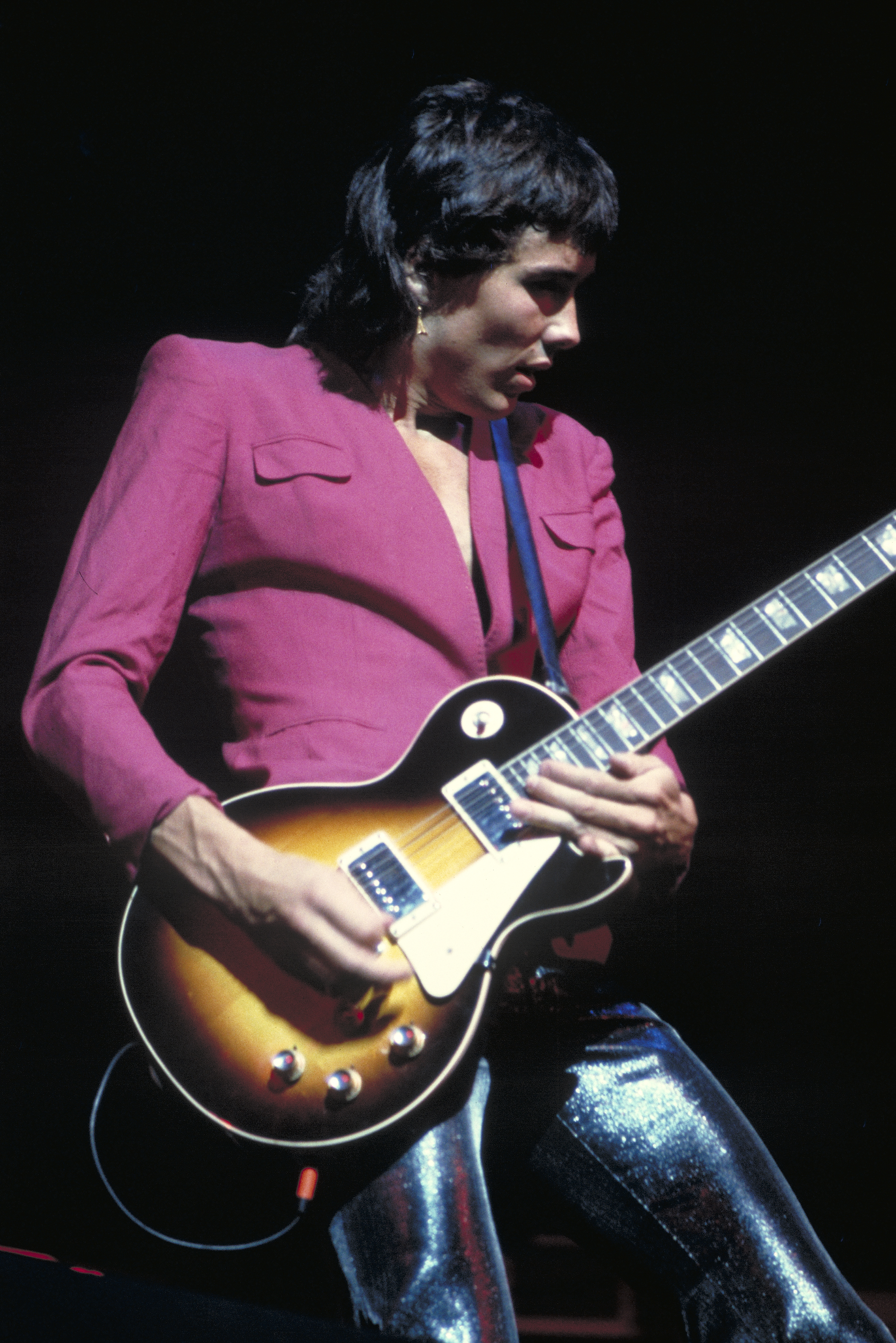
Гітарист Джордж Куйманс у 1974 році

У 2011 році Golden Earring відсвяткували своє 50-річчя, яке голландська поштова служба вшанувала маркою з музичним посиланням: коли смартфон зі спеціальним додатком піднести до музичної марки, звучить пісня «Radar Love».
11 травня 2012 року гурт випустив свій останній студійний альбом під назвою Tits 'n Ass. Альбом був записаний у Лондоні влітку 2011 року з продюсером Крісом Кімсі (Chris Kimsey) та двічі посів перше місце в чартах голландських альбомів. Пісня з альбому «Still Got the Keys to My First Cadillac» була видана як сингл. У відео на пісню взяли участь молоді імітатори Golden Earring.
5 лютого 2021 року менеджер гурту оголосив нідерландській пресі, що їхня активна кар'єра завершена через важку хворобу Джорджа Куйманса.

## Учасники гурту
- Рінус Геррітсен — бас, клавішні, гітара, гармоніка (1961–2021)
- Джордж Куйманс — гітара, вокал (1961–2021)
- Беррі Хей — вокал, гітара, флейта, саксофон (1967–2021)
- Цезар Зуйдервейк — барабани, перкусія (1970–2021)
- Фред ван дер Хілст — ударні, перкусія (1962–1965)
- Ганс ван Герверден — гітара (1962–1963)
- Пітер де Ронде — гітара (1963–1966)
- Франс Крассенбург — вокал (1964–1967)
- Яап Еггермонт — барабани, перкусія (1965–1969)
- Сіб Уорнер — барабани, перкусія (1969–1970)
- Бертус Боргерс — саксофон (1973–1976)
- Елко Геллінг — гітара (1973–1975, 1976–1978)
- Роберт Ян Стіпс — клавішні, синтезатори (1974–1976, 1977–1978, 1980, 1982, 1986)
- Джон Лагранд — гармоніка (1979)

## Дискографія
- Just Ear-rings (1965)
- Winter-Harvest (1967)
- Miracle Mirror (1968)
- On the Double (1969)
- Eight Miles High (1969)
- Golden Earring (1970)
- Seven Tears (1971)
- Together (1972)
- Moontan (1973)
- Switch (1975)
- To the Hilt (1976)
- Contraband (1976)
- Grab It for a Second (1978)
- No Promises...No Debts (1979)
- Prisoner of the Night (1980)
- Cut (1982)
- N.E.W.S. (1984)
- The Hole (1986)
- Keeper of the Flame (1989)
- Bloody Buccaneers (1991)
- Face It (1994)
- Love Sweat (1995)
- Paradise in Distress (1999)
- Millbrook U.S.A. (2003)
- Tits 'n Ass (2012)
- The Hague (EP) (2015)